# بازسازی‌گرایی چندخداپرستی

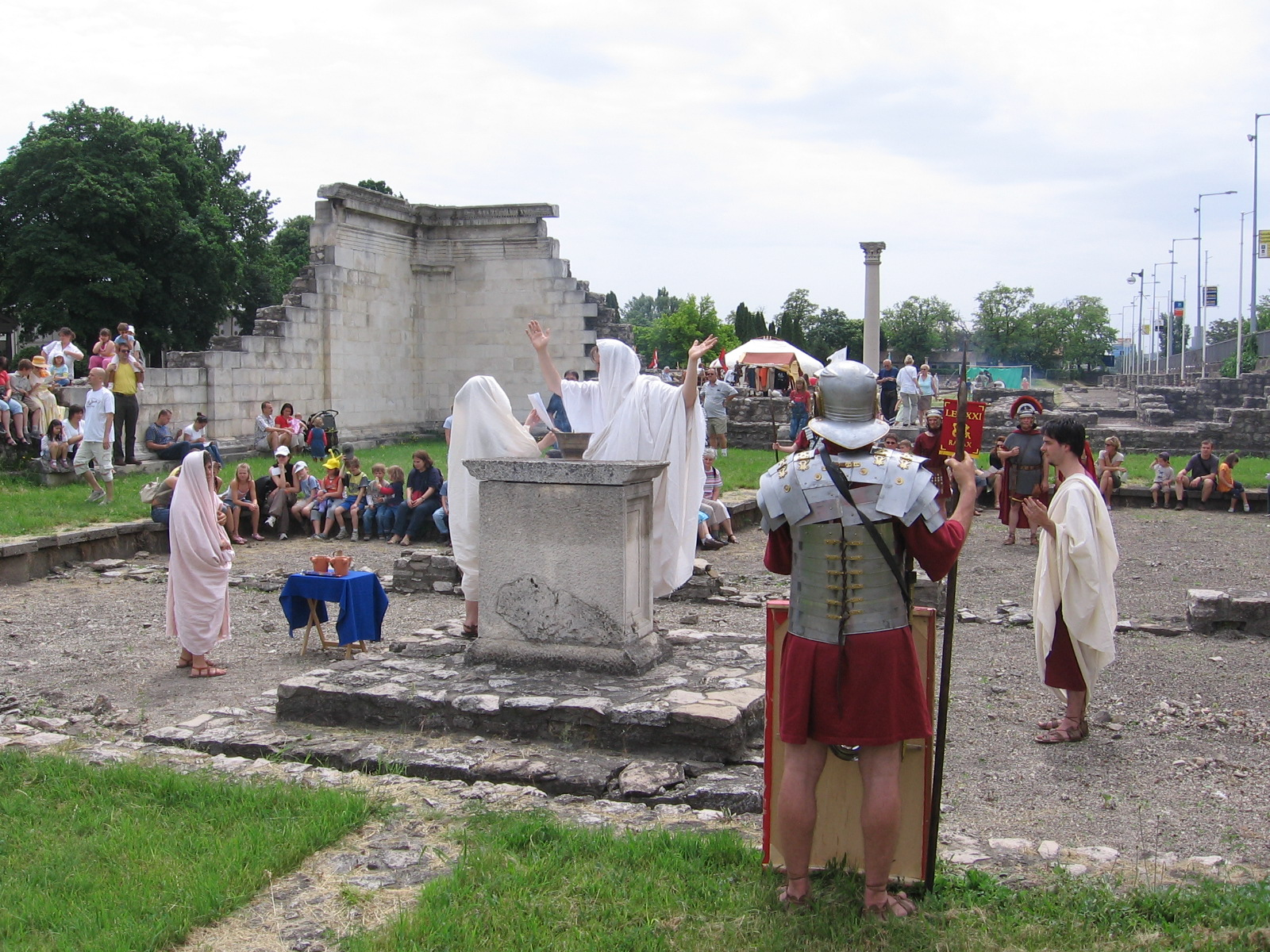
قربانی دادن به کنکوردیا ایزدبانوی رومی در شهر باستانی آکوئینکوم

بازسازی‌گرایی چندخداپرستی (انگلیسی: Polytheistic reconstructionism) رویکردی به نئوپاگانیسم است که برای اولین بار در اواخر دهه ۱۹۶۰ تا اوایل دهه ۱۹۷۰ ظهور کرد و از دهه ۱۹۹۰ شتاب گرفت . بازسازی‌گرایی تلاش می‌کند تا از طریق کشف مجدد آیین‌ها، اعمال و جهان‌بینی‌های زمینه‌ای ادیان پاگانی پیش از مسیحیت، ادیان چندخداپرستی اصیل را در دنیای مدرن از نو برقرار کند. این روش در تضاد با دیگر جنبش‌های نئوپاگانیسم تلفیق‌گرایی مانند ویکا و جنبش‌های خلسه‌آمیز/باطن‌گرایی غربی مانند عرفان آلمانی یا حکمت الاهی قرار دارد.
ممکن است تاکید بر صحت تاریخی بازسازی تاریخی را در ذهن متبادر کند . ولی تفاوت بین این دو حرکت می تواند در نیتشان خلاصه شود . در حالی که بازسازی تاریخی به دنبال صحت تاریخی به عنوان هدفی جداگانه است، بازسازی گرایی چندخداپرستی ، بازسازی تاریخی را به عنوان راهی برای رسیدن به هدفی دینی یعنی رابطه ای هماهنگ بین جامعه مومنین و خدایشان می بیند .
به صورت خلاصه اصول راهنمای راه بازسازی گرایانه در رابطه با اجرای دین های پیشامسیحی به این صورت است :
1. چندخداپرستان پیشامسیحی رابطه ای هارمونیک با خدایانشان داشتند .
2. مناسک مذهبی آن چندخداپرستان یک بخش ضروری برای ارتباط با خدایان بوده اند .
3. اگر چندخداپرستان مدرن بخواهند بخواهند دوباره با این خدایان ارتباط برقرار کنند، آن وقت مناسک مذهبی باستانی باید به شکل درستشان انجام بشود .
4. برای درست انجام دادن این مناسک مذهبی در عصر مدرن باید نحوه و دلیل انجامشان در عصر باستان کشف شود .